# 橘田龍馬
橘田 龍馬（たちばなだ  りょうま）は、日本の写真家。ファッション広告、ファッション誌、音専誌、CDジャケット、DVDジャケットなど幅広く活動。大手企業のセミナーなども開催している。

## 経歴
- 2015年 - 写真の本当の楽しさを伝えるため、原宿のスタジオで『写真のワークショップ』を開催し、TVなどの取材を受ける。
- 2016年 - 子供の感性や個性を伸ばし、コミュニケーションの大切さを多くの子供達に伝えるため『写真を学校の授業に』〜子供の笑顔を未来へつなぐ〜 プロジェクトを立ち上げる。
- 2020年 - ホリプロ所属「寺島季咲」のＭＶ「君をおもえば」を製作する。

## 著書
- 『ともかくカッコイイ写真に仕上げたい』 エムディエヌコーポレーション、2010年4月27日、ISBN 9784844361152
- 『ともかくカッコイイ写真が撮りたい』 エムディエヌコーポレーション、2010年12月22日、ISBN 9784844361640
- 『心に響くカッコイイ写真が撮れる!』 コスミック出版、2011年10月14日、ISBN 9784774755779
- 『写真がもっとうまくなる! デジタル一眼マスターBOOK』 コスミック出版、2017年9月28日、ISBN 9784774783871
- 『楽しいカメラ』2019年11月1日　ISBN-13: 9784844369288